# Intercurrence Island
Intercurrence Island (in Argentinien Isla Intersección) ist mit 7 km Länge die größte der Christiania-Inseln vor der Westküste der Antarktischen Halbinsel. Sie liegt 13 km ostnordöstlich von Liège Island am nordöstlichen Ende des Palmer-Archipels.
Der genaue Benennungshintergrund ist nicht überliefert. Die Insel ist seit den Aufzeichnungen James Hoseasons bekannt, des Ersten Maats auf der Antarktisfahrt des britischen Robbenfängers Sprightly (1824–1825). Seither finden sich auf Landkarten die heute gültige Benennung sowie die als Christiania Island bzw. Kristiania Island in Verbindung zur Inselgruppe, zu der sie gehört.